# 彌明生活百貨

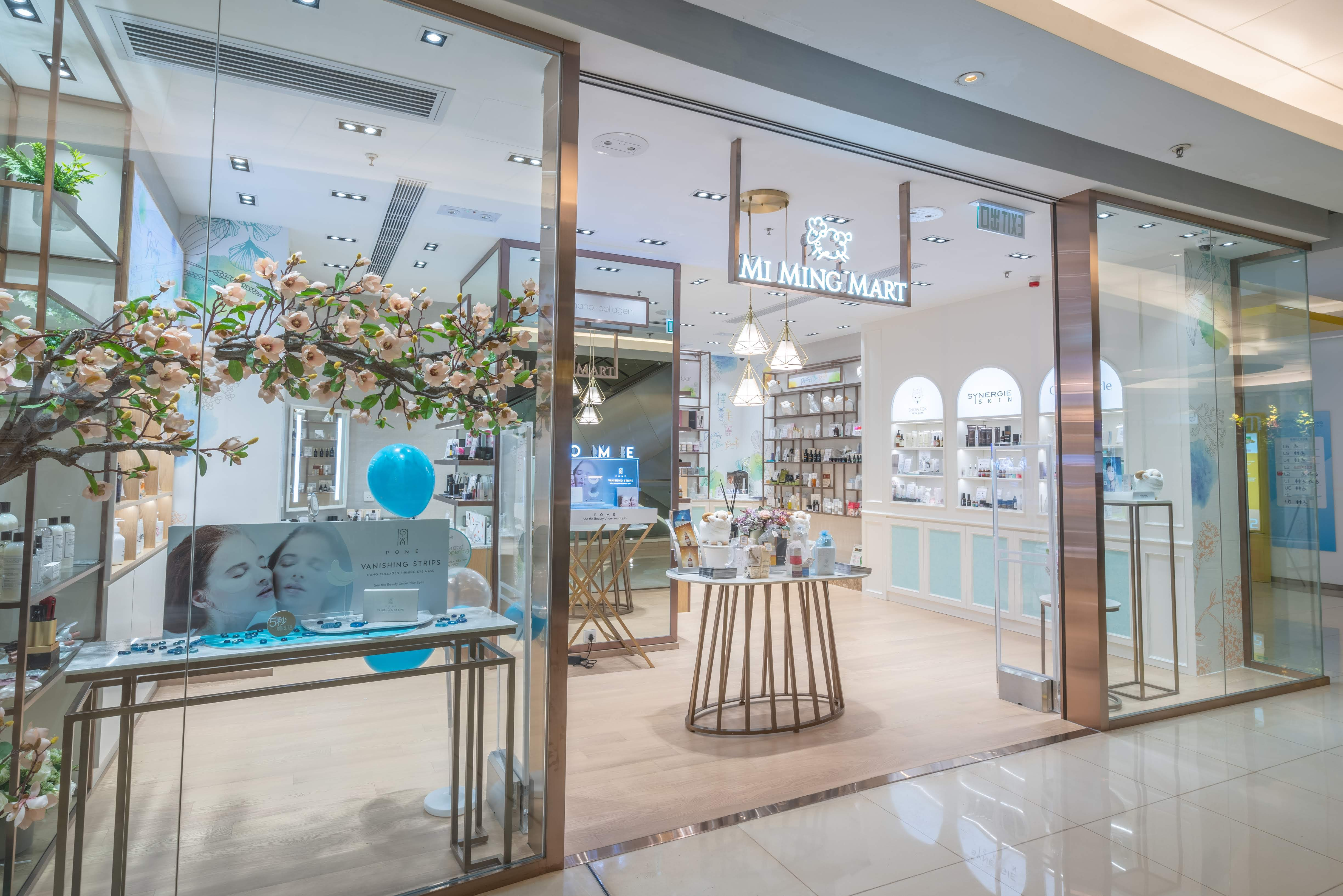
彌明生活百貨（2019年）觀塘分店 —— 正門

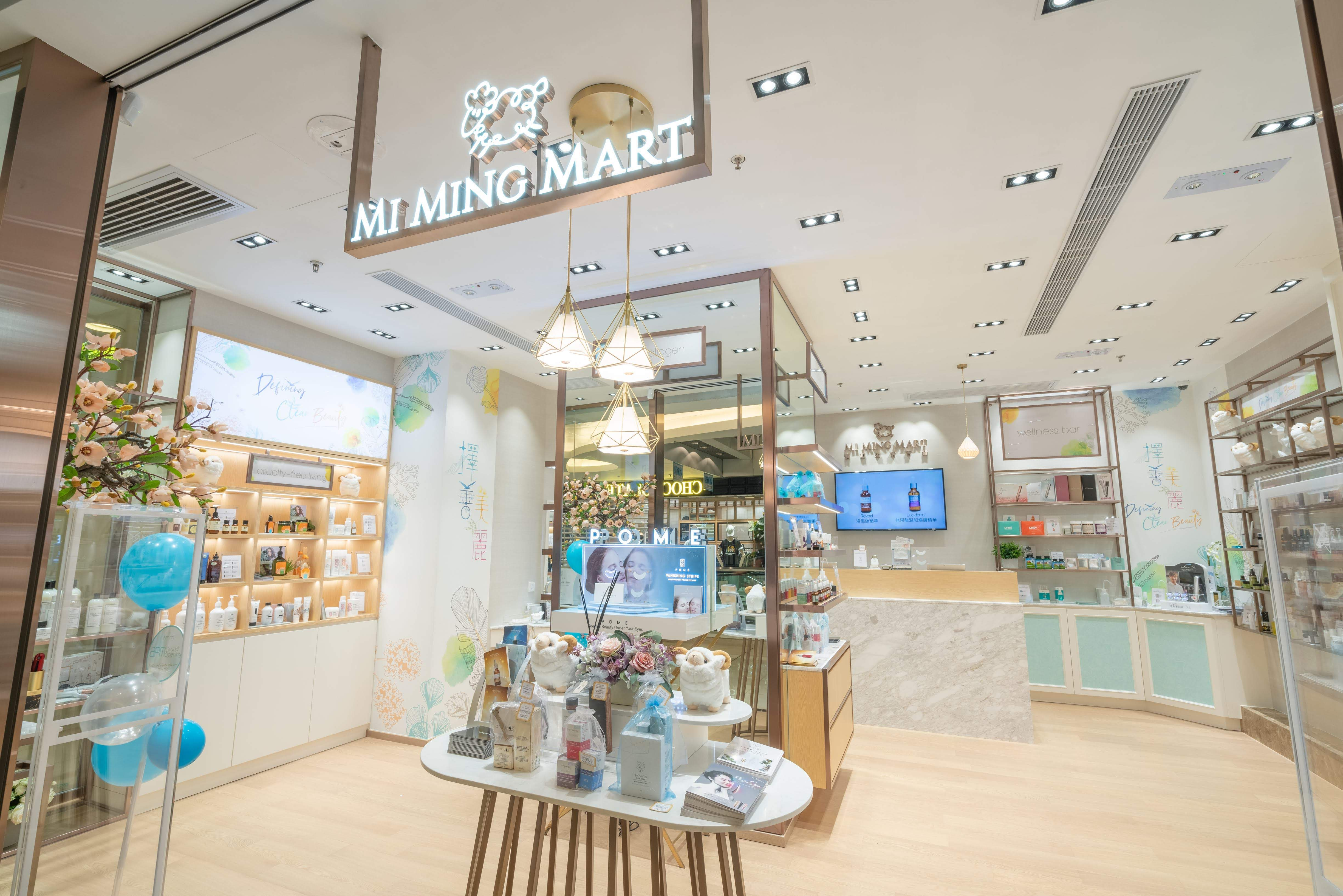
彌明生活百貨（2019年）觀塘分店 —— 室內

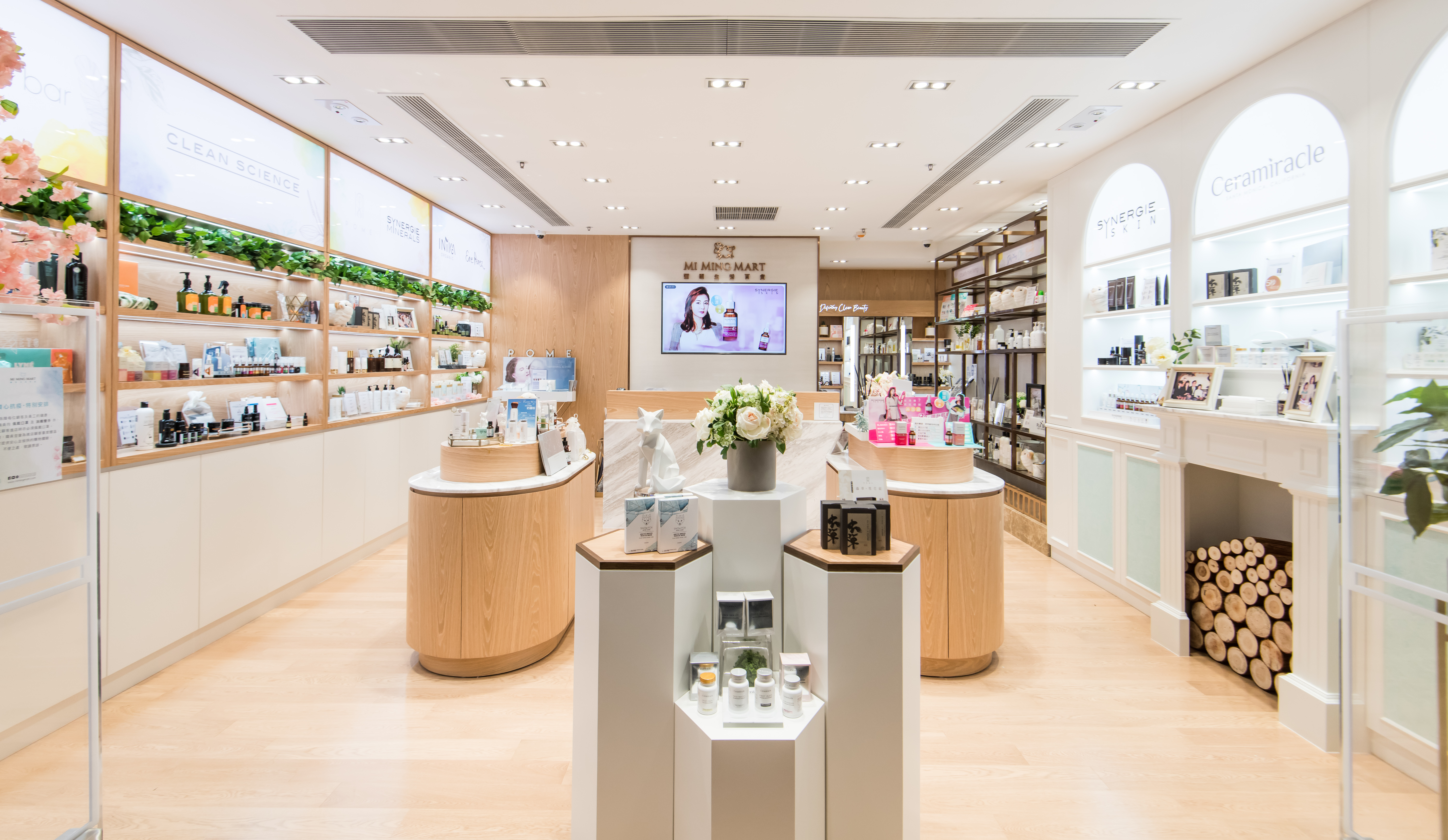
彌明生活百貨（2020年）尖沙咀 K11 專門店

彌明生活百貨有限公司（英語：Mi Ming Mart Holdings Limited，港交所：8473），是香港一間專注於銷售護膚品、保健品及生活用品的零售企業。公司於2009年創立，並於2018年在香港聯合交易所GEM板上市。

## 歷史
彌明生活百貨（MI MING MART）由袁彌明於2009年創辦。初期公司以網上銷售為主，主打無添加及天然護膚產品。其後拓展至實體店鋪營運。截至2024年，該公司在香港多區設有分店，並經營網上商店。
所銷售商品涵蓋來自歐洲、澳洲、日本等地的品牌。

## 業務範疇
彌明生活百貨主要銷售以下類別的商品：
護膚及美容產品
保健食品與營養補充劑
個人護理與家居生活用品

## 上市與財務
彌明生活百貨於2018年3月13日於香港聯合交易所創業板上市，股份代號為8473。截至2024年3月底，其市值約為1.33億港元，全年營收超過1.3億港元。。

## 連結
- mimingmart.com （页面存档备份，存于）